# Sriram Raghavan
Pour les articles homonymes, voir Raghavan.
Sriram Raghavan, né le 22 juin 1963 à Bombay en Inde, est un réalisateur indien.

## Filmographie
- 2004 : Ek Hasina Thi
- 2007 : Johnny Gaddaar
- 2012 : Agent Vinod
- 2015 : Badlapur
- 2018 : Andhadhun